# Cyrtopodion chitralense
Cyrtopodion chitralense este o specie de șopârle din genul Cyrtopodion, familia Gekkonidae, descrisă de Smith 1935. Conform Catalogue of Life specia Cyrtopodion chitralense nu are subspecii cunoscute.